# Contenda
Contenda är en kommun i Brasilien.   Den ligger i delstaten Paraná, i den södra delen av landet, 1 100 km söder om huvudstaden Brasília. Antalet invånare är 15 892.
Omgivningarna runt Contenda är en mosaik av jordbruksmark och naturlig växtlighet. Runt Contenda är det ganska glesbefolkat, med 30 invånare per kvadratkilometer.